# پرویز ثابتی
پرویز ثابتی (زادهٔ ۴ فروردین ۱۳۱۵) از بلندپایه‌ترین مقام‌های امنیتی در حکومت محمدرضا پهلوی بود. او طی سال‌های ۱۳۵۲ تا ۱۳۵۷ در رأس ادارهٔ سوم ساواک قرار داشت که مهم‌ترین و مقتدرترین رکن ساواک بود. او در پست «قائم‌مقام ساواک»، مسئولیت حفظ امنیت داخلی ایران را برعهده داشت.
وی دانش‌آموختهٔ دانشکده حقوق دانشگاه تهران بود و در بهمن ۱۳۳۷ به عنوان «تحلیلگر سیاسی» به استخدام سازمان اطلاعات و امنیت کشور درآمد. پرویز ثابتی مخالف نرمش شاه در سال‌های آخر حکومتش در قبال مخالفان و مسائل حقوق بشری بود و معتقد بود که عقب‌نشینی و انفعال در برابر آخوندها، گروه‌های چریکی مسلح و کمونیست‌ها به سقوط نظام شاهنشاهی و دودمان پهلوی منجر خواهد شد.
با اوج‌گیری ناآرامی‌های منجر به انقلاب ۱۳۵۷ و دستور شاه به انحلال ساواکپرویز ثابتی در ۹ آبان ۱۳۵۷ با نام مستعار و از طریق فرودگاه مهرآباد از ایران خارج شد و به انگلستان و سپس به آمریکا رفت.

## اوایل زندگی
پرویز ثابتی در ۴ فروردین ۱۳۱۵ در سنگسر، در نزدیکی سمنان متولد شد. پدرش دامداری از طبقه متوسط و از پیروان آیین بهائی بود. دین ثابتی با رشد شهرت او بسیار بحث‌برانگیز شد. او نه سال ابتدایی تحصیلاتش را در زادگاهش گذراند و برای تحصیلات متوسطه به تهران نقل مکان کرد. او با خواهر و شوهرخواهرش زندگی می‌کرد و در دبیرستان فیروز بهرام نام‌نویسی کرد. دوران تحصیلات متوسطه او مقارن با کشمکش بین مصدق و مدافعانش،  آیت الله سید ابوالقاسم کاشانی و پیروانش، و حزب توده و اعضایش بود. ثابتی در این دوره درگیری‌ای در سیاست نداشت، چنان‌که عدم درگیری در سیاست از اصول دیانت بهائی است. او در این دوره کنجکاوی زیادی در خصوص سیاست جهان داشت و مرتباً اخبار روز را مطالعه می‌کرد و به این باور رسید که از میان چهار نیروی اصلی در سیاست ایران در آن زمان حزب توده از همه خطرناک تر است. در سال‌های بعد حس تحقیر او نسبت به کمونیست‌ها دیدگاه‌های سیاسی او را شکل داد. او از جمله اندک چهره‌های سیاسی این دوره بود که هیچ امتیازی برای دیدگاه کمونیستی قائل نبود.
ثابتی در سال ۱۳۳۳ وارد دانشکده حقوق دانشگاه تهران شد. در سال آخر دانشگاه او به عنوان معلم مشغول به کار شد و به یکی از محلات فقیر حومه تهران تخصیص داده شد. او به صورت تمام‌وقت کار و تحصیل می‌کرد. او پس از فارغ‌التحصیلی کاری به عنوان قاضی پیدا کرد. ولی پیش از شروع به کار از یک دوست خانوادگی شنید که یک سازمان جدید امنیتی در حال استخدام است. ثابتی نظرش را تغییر داد و برای کار جدید درخواست فرستاد. ظاهراً گرایش دینی او تا آن زمان عوض شده بود و مشکلی ایجاد نمی‌کرد. او در بهمن ۱۳۳۷ برای کار در این سازمان جدید التأسیس با سرنام ساواک استخدام شد و کار نخست او تحلیلگر سیاسی بود. او در زندگینامه‌ای که به عنوان بخشی از تقاضانامه کاری فرستاد نوشت:
در سراسر تحصیلاتم، به پدرم نیز در گله‌داری و تجارت کمک کردم. به انگلیسی تسلط دارم و دروسی را نیز در زمینه‌های قضایی، اقتصادی، اداری و سیاسی گذرانده‌ام. چهار برادر و یک خواهر دارم. در همه زندگیم در خانواده‌ای زیسته‌ام که از طریق پدرم یک بهایی اداره شده است. والدینم هر دو بهایی‌اند. خودم، از زمانی که به بلوغ رسیده‌ام یک مسلمان بوده‌ام، و به خاطر این که مسئول معاش خانواده‌ام بوده‌ام از سربازی معافیت گرفته‌ام. پایان‌نامه‌ام در خصوص کسانی است که تعقیب قضایی مصون‌اند، از جمله نوجوانان و معلولین ذهنی. چنان‌که می‌بینید اهل شهر سنگسر ام.
ثابتی خود در مصاحبه با عرفان قانعی‌فرد در کتاب در دامگه حادثه می‌گوید: «در خانواده من هم مسلمان و هم بهائی وجود داشته‌اند. خانواده مادری‌ام بهائی و عمه‌ها و مادربزرگ پدری‌ام مسلمان بوده‌اند. همسرم هم مسلمان زاده است. من نه بهائی بوده نه مسلمان و نه پیرو دینی دیگر. از وقتی خود را شناخته و به بلوغ رسیده‌ام به هیچ دینی اعتقاد نداشته و غیردینی و غیرمذهبی بوده‌ام.» در ادامه و در صفحه ۵۸۸ این کتاب اضافه می‌کند: «مذهب یک عامل بازدارنده است در ایران… یک چیز دُگم است….» و در صفحه ۶۴۹ با تأکید به اینکه «من به اومانیسم باور دارم… و Agnostic (لااَدری) هستم.» در وجود خداوند تردید نموده و می‌گوید «من در زندگی همیشه انسانی خردگرا بوده‌ام».

## مسئولیت‌ها در ساواک
ساواک که از روی ترکیبی از سیا و اف‌بی‌آی در آن دوره الگوبرداری شده بود سه بخش تحلیلی متفاوت اجتماعی، اقتصادی، و سیاسی داشت و ثابتی در مدت کوتاهی به کفالت مدیریت بخش سیاسی آن رسید. این کار شامل تهیه دو نوع گزارش بود. گزارش‌های «فوق محرمانه» روزانه که سه نسخه از آن یکی برای شاه، یکی برای نخست‌وزیر، و یکی برای رئیس ساواک تهیه می‌شد. نوع دوم گزارش‌هایی بود که در خصوص موضوعات امنیتی مهم و در جریان تهیه می‌شد. این گزارش‌ها بود که برای ثابتی شهرت به همراه آورد و برخی از این گزارش‌ها در خصوص وضعیت سیاسی و نیاز فساد مردان و زنان در قدرت در سال‌های بعد او را با شاه به دردسر انداخت. ثابتی در مدت کوتاهی به ریاست این بخش انتخاب شد و اندکی بیش از پنج سال در این سمت بود.
نخستین گزارشی که او برای شاه نوشت مجسم کننده بینش و شیوه او بود. در سال ۱۹۶۲ وقتی جان اف. کندی مقامات ایرانی را به انتخابات آزاد سفارش کرد شاه از تیمسار حسن پاکروان خواست از اوضاع مملکت تحلیل جامعی ارائه دهد تا او به جمع‌بندی برسد. پاکروان، این وظیفه را به ثابتی سپرد. ثابتی در گزارشی که تهیه کرد اشاره نمود که مردم ایران برای دموکراسی آمادگی ندارند و اینکه شاه برایشان جذبه دارد و محبوب آنها است کافی است. دادن آزادی و درانداختن انتخابات آزاد، دست حکومت را می‌بندد و کار دست ما خواهد داد. گفته شده که شاه عصبانی شد و بعدها گفت کسی که این گزارش را تهیه کرده شایان محاکمه است و مغزش معیوب است. کمیسیون سه نفره‌ای به فرمان شاه برای بررسی روش‌شناسی و نتیجه این گزارش تشکیل شد و پس از بحث‌ها و تحقیقات طولانی به این نتیجه رسیدند که عنادی در کار نبوده است. انتخابات‌های آزاد هیچگاه برگزار نشدند. ولی فلسفه بنیادین ثابتی همان‌طور باقی ماند که گفته بود باید سیستم را از درون اصلاح کرد و از طریق کاهش امراض اجتماعی که به اپوزیسیون ماده اولیه پروپاگاندا می‌دهد آن را خلع سلاح کرد. از نظر او فساد به اندازه ستیزه‌جویی سازمان‌یافته یک مشکل امنیتی بود. او به‌طور همزمان اغلب استدلال می‌کرد که قابلیت و آزادی هواداران سیستم برای نقد آن باید بر آزادی مخالفان آن اولویت داشته باشد. او در قالب عادی یک مأمور ساواک کت چرم مصنوعی، ظاهر خشن، زبان ناپاک و اسامی مستعار بی‌آزار که بیشتر به خودشان دکتر می‌گفتند، نمی‌گنجید. ثابتی از سنخ دیگری بود. او خوش‌تیپ، خوش‌پوش، آماده و رزمجو در عین ادب بود. او در عادات کاری خود را وقف کار می‌کرد و دیسیپلین داشت. بسیار وقت‌شناس بود. دیرتر از ساعت هفت صبح سر کار حاضر نمی‌شد. آنطور که نظرات او بر هزاران سند منتشر شده از سوی جمهوری اسلامی نشان می‌دهد او هنگام صدور دستورها مختصر، مستحکم و روشن بود. بدون یادداشت سخن می‌گفت ولی به نظر می‌رسد هر اطلاعی را در ذهن خود دارد. او معتقد بود اگر از روی متن بخوانید مردم باورتان نخواهند کرد، فکر خواهند کرد که دارید پروپاگاندا تحویلشان می‌دهید. او همچون حالا مدافع سرسخت سیستم بود. به اعتقاد او شاه اشتباهات خود را داشت، ولی با در نظر گرفتن وضعی که پیش از او وجود داشت، و آنچه پس از او آمد، و آنچه در منطقه وجود دارد او بهترین سیستمی بود که ایران می‌توانست به داشتنش امید داشته باشد.
ثابتی به زودی در ساواک ترقی کرد. ساواک ۹ و به روایتی ۱۰ اداره کل داشت. پرویز ثابتی در سال ۱۳۴۵ به ریاست اداره یکم از اداره کل سوم رسید. در سال ۱۳۴۹ معاون اداره کل سوم بود.
اداره کل سوم، جدا از دفتر و بخش مستقل بازجویی، هفت اداره مجزای دیگر را نیز در برمی‌گرفت و هرکدام بخش‌های زیادی داشتند.
در سال ۱۹۶۹ ساواک دچار تجدید ساختار شد و گروه ثابتی با اداره مسئول آنچه گروه‌های سیاسی خرابکار خوانده می‌شد ادغام شد. این گروه‌ها به پنج دسته کمونیست‌ها، جبهه ملی، کردها، جنبش‌های تجزیه طلبانه و رادیکال‌های اسلام تقسیم شده بودند و ثابتی مسئول مواجهه با گروه‌های کمونیستی بود.
زندان کمیته مشترک ضدخرابکاری در ردیف یکی از ادارات کل سوم بود و واحد اطلاعاتی، اجرایی و پشتیبانی آن هر کدام از دوایر گوناگون تشکیل می‌شدند و با یک اداره ساواک برابری می‌کرد. برای نمونه، اداره یکم از زیرمجموعه اداره کل سوم (عملیات و بررسی) که وظایف آن تجسس، مراقبت و تعقیب فعالیت‌های براندازی بود، خودش از شش بخش مستقل تشکیل می‌شد. اداره کل سوم اساسی‌ترین وظایف ساواک را انجام می‌داد.

#### حضور در تلویزیون
حضور متعدد ثابتی در تلویزیون در جایگاه مبارزه با گروه‌های خرابکار کمونیستی در ساواک او را به سوژه گسترده توجهات شبانگاهی تلویزیون تبدیل کرد. او از تلویزیون برای پخش اعترافات اجباری مخالفان سیاسی و نشان دادن دشواری‌هایی که مخالفان حکومت با آن رو به رو می‌شوند استفاده کرد. این نوع برنامه تلویزیونی را حکومت در دهه ۱۹۷۰ در ایران شروع کرد که به نوشته حمید نفیسی مشخصه‌های بسیاری از حکومت‌های تمامیت‌خواه را دارا و یادآور دادگاه‌های نمایشی استالین بود. در این برنامه، مخالفان دستگیر و شکنجه شده مجبور می‌شدند در برابر دوربین‌های تلویزیونی به جرایم سیاسی خود اعتراف کنند و آن‌ها را شرح بدهند. این برنامه‌ها معمولاً شامل یک مصاحبه بودند که در آنها یک مقام امنیتی (خود ثابتی، اما بدون ذکر نام) متهم را بازجویی می‌کرد و به سوی شرح جرایم‌اش سوق می‌داد. او با کارایی ترسناکی گروه‌های اپوزیسیون خارج از ایران را توصیف و به آنان حمله می‌کرد. یکی از این حضورهای تلویزیونی در سال ۱۹۷۰ باعث بروز یک اختلاف دیپلماتیک بین ایران، آمریکا و بریتانیا شد. ثابتی در برنامه‌ای در توصیف فعالیت‌های سپهبد بختیار علیه حکومت ایران، اعلام کرد ایران شواهدی یافته که شرکت‌های نفتی غربی در تلاش برای اعمال فشار به شاه برای کوتاه آمدن از خواسته‌های خود برای بالا رفتن قیمت نفت، به بختیار کمک مالی ارائه کرده بودند. ثابتی در همان برنامه اعلام کرد که «ناآرامی‌های دانشجویی درون و بیرون ایران با گروه‌های افراط گرای مورد حمایت امپریالیسم مرتبط بوده‌اند و این که تحت نفوذ شدید سیاست‌های امپریالیستی غربی قرار داشتند که ترقی صنعتی ایران را تهدیدی برای بازار خود می‌دانستند. این مأمور اوایل امسال تلویحاً بیان کرد که دولت بریتانیا در حال حمایت از بعثی‌ها است، که شما می‌دانید مدام از شاه حرف می‌زنند.» بریتانیا و آمریکا ناخرسند شدند. سفارت بریتانیا با اسدالله علم تماس گرفت و سفیر بریتانیا در گفتگو با وزیر دربار و مالیه دکتر اقبال ابراز ناخرسندی کرد. ایران در پاسخ به این واکنش شدید حکومت‌های بریتانیا و آمریکا نهایتاً بیانیه‌ای رسمی صادر کرد و بیان کرد اتهامات علیه شرکت‌های نفتی بر اساس اسناد و اظهارات بختیار بوده و منعکس کننده دیدگاه‌های حکومت ایران نیست.
پس از سرکوب قیام سیاهکل در ۱۳۵۰ ثابتی برای به رخ کشیدن قدرت ساواک در کشف و برانداختن اپوزیسیون در تلویزیون ظاهر شد. او اعلام کرد که ساواک یک میلیون مأمور و خبرچین در کشور دارد و کوچک‌ترین تحرکات اپوزیسیون در رصد مأموران امنیتی قرار دارد و در آنچه او جزیره ثبات خواند چیزی بدون اطلاع نیروهای امنیتی قادر به حرکت نیست.

### اداره کل سوم ساواک
او در سال ۱۳۵۲ مسئول اول اداره کل سوم ساواک موسوم به امنیت داخلی شد.
قدرت ثابتی تا به آن حد بود که به روایت سفارت آمریکا در تهران، دوام طولانی هویدا در نخست‌وزیری تا حد زیادی نتیجه دوستی نزدیک او با ثابتی بود. این دو به‌طور مرتب برای ناهار دیدار می‌کردند. رابطه این دو چنان نزدیک و صمیمی بود که مخالفان هویدا غالباً فرض می‌کردند او از ساواک برای تخریب دشمنانش استفاده می‌کند.

#### حادثه کفش فروشی خیابان شاه عباس
در روزهای پایانی سال ۱۳۵۴ همسر ثابتی برای خرید کفش به کفاشی شارل ژردن می‌رود. در هنگام پرداخت پول کفش متوجه می‌شود کیف‌پولش مفقود شده است. صاحب مغازه می‌گوید: «کسانی که داخل مغازه هستند خارج نشوند تا کیف پول خانم پیدا شود». در بین مشتریان، همسر یکی از قضات دادگستری نیز بوده است که با نامزد برادرش برای خرید آمده بودند. با به وجود آمدن این جنجال، همسر قاضی اوستا از برادرش می‌خواهد به داخل مغازه بیاید و این هم‌زمان می‌شود با وارد شدن محافظ همسر ثابتی به مغازه. این محافظ که استوار ارتش بود هم راننده و هم محافظ همسر ثابتی بود. در درون مغازه بین این دو مشاجره و درگیری صورت می‌گیرد که استوار با اسلحه کمری خود به برادر همسر قاضی اوستا شلیک می‌کند که باعث شد وی به شدت زخمی شده و پس از دو هفته در بیمارستان فوت کند.

### ثابتی و سرکوب انقلاب ۱۳۵۷

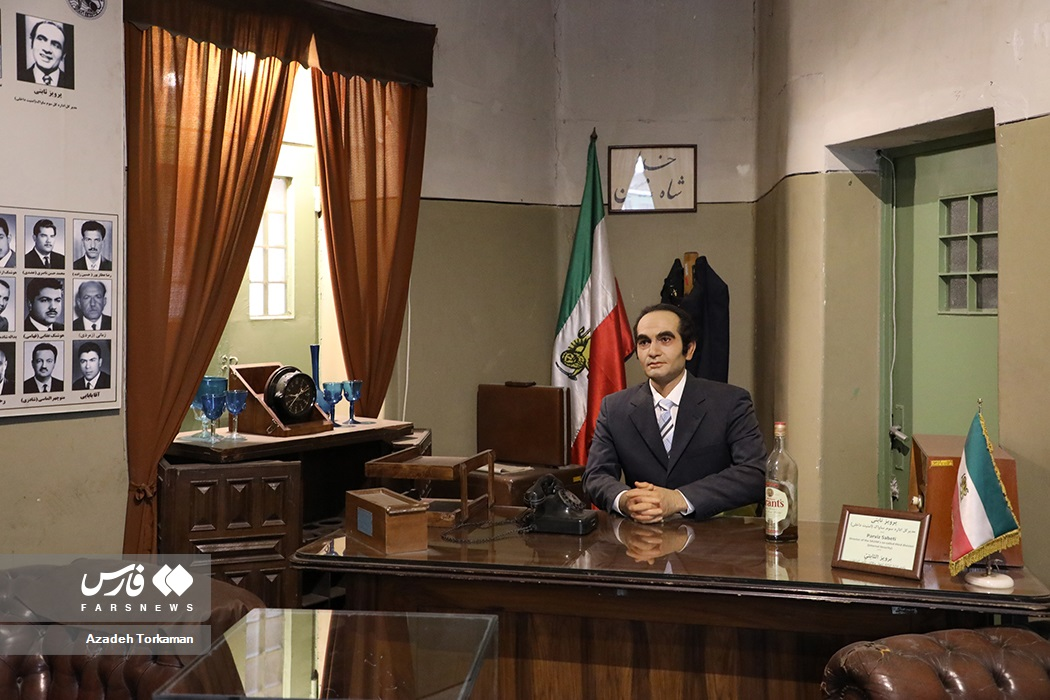
مجسمه ثابتی در موزه عبرت، تهران

اوج‌گیری موج انقلاب ثابتی را حتی بیش از پیش در مرکز سیاست ایران قرار داد. از یک سو، ساواک و شیوه عمل آن از مسایل عمده اعتراضی اپوزیسیون شده بود. صدای رسانه‌ها و حقوقدانان بین‌المللی نیز به‌طور فزاینده‌ای در انتقاد از شکنجه در ایران بلند شده بود. از سوی دیگر، ساواک از ستون‌های قدرت در ایران بود و اکنون در تلاش برای راضی کردن اپوزیسیون قدرتش تدریجاً کاهش می‌یافت. ریاست ساواک از سپهبد نصیری به سپهبد ناصر مقدم منتقل شد که رویکرد آزادکننده او از شروع به کارش او را در تضاد با ثابتی قرار داد که باور داشت چنین آزادسازی‌ای نظام را به مخاطره خواهد انداخت.
با روشن شدن پیروزی کارتر در انتخابات آمریکا، و این که او به شاه برای باز کردن نظام از نظر سیاسی فشار وارد خواهد کرد، ثابتی می‌گوید گزارش طولانی دیگری نظیر آنچه در سال ۱۹۶۱ نوشته بود تهیه کرد. میلیون‌ها نفر بیشتری در مراکز شهری زندگی می‌کردند، چند میلیون نفر دیگر به‌شمار دانش آموزان کشور اضافه شده بودند. اپوزیسیون بیشتر از گذشته سازماندهی شده بود و برخی از آنها در نبرد مسلحانه آموزش دیده بودند. آزادسازی از نظر او ممکن بود نظام را به یک سقوط نابودکننده بکشاند. ثابتی با اشاره به سیاست حقوق بشر جیمی کارتر و نیز موافقت شاه برای دیدار کمیته بین‌المللی صلیب سرخ از زندان‌ها گفت: «آنها (انقلابیون) موقعی شیر شدند که شکار گرگ ممنوع شد.» شاه یک بار دیگر عصبانی شد و گزارش شده که گفت «ثابتی چطور می‌تواند این قدر منفی باف باشد. آیا منظورش این است که انقلاب سفید ما هیچ دستاوردی نداشت؟» با وجود دیدگاه‌های ثابتی، آزادسازی به پیش رفت.
۱۷ دی سال ۱۳۵۶ مقاله احمد رشیدی مطلق با عنوان ایران و استعمار سرخ و سیاه دولت وقت را با مشکل روبرو کرد. ثابتی که با مقاله مزبور مخالف بود ادعا می‌کند بعدها هم به حرف وی گوش ندادند و اگر در گیر و دار انقلاب ۱۳۵۷ شاه اجازه می‌داد دست ساواک باز باشد و بتواند با دستگیری اقلاً ۱۵۰۰ نفر و اعلام وضعیت ویژه، اوضاع را مهار کند ورق برمی‌گشت. ثابتی می‌گفت دولت باید با قاطعیت تمام، تظاهرات را سرکوب کند و بلوا را بخواباند. آبها که از آسیاب افتاد به وفاداران رژیم مجال دهد تا از نظام حاکم و حتی خاندان سلطنت انتقاد کنند.
با وخیم شدن وضعیت، ثابتی در بیش از یک بار توصیه کرد برای تغییر پویایی‌های سیاسی در کشور از زور استفاده شود. او حتی تا مه ۱۹۷۸ باور داشت اداره سوم او می‌تواند موج را معکوس کند. او از طریق هویدا پیامی به شاه فرستاد و خواهان بازداشت سه هزار نفر شد. او گفت: «اگر به ما اجازه دهند کارمان را بکنیم ما هنوز می‌توانیم وضعیت را کنترل کنیم.» با این که شاه می‌دانست اقلاً بخشی از مشکل «کاری» بوده که ساواک در گذشته انجام داده، او در آن زمان آن قدر علاقمند بود که خواستار یک برنامه عمل مشخص شود. ثابتی روی فهرستی از افرادی که باید بازداشت شوند کار کرد. برنامه به شاه فرستاده شد و او فقط با بازداشت کسر کوچکی از افراد در آن فهرست موافقت کرد. ساواک مشغول کار شد و چند صد رهبر بازداشت شدند، و وضعیت، به گفته سفارت آمریکا در تهران، آرام شد. آنگاه به تحریک جمشید آموزگار بسیاری از بازداشتی‌ها آزاد شدند. گفته شده ثابتی در پاسخ آموزگار که گفت: «جواب نهادهای حقوق بشری را چه بدهیم؟» می‌گوید: «به جهنم، هرچه می‌خواهند بگویند…»
با وخیم شدن وضعیت، ثابتی یک برنامه نهایی داشت. او می‌خواست شاه اعلان وضعیت اضطراری کند، مجلس را منحل کند و در اعتراض به بنگاه خبرپراکنی بی‌بی‌سی که به نظر وی وقایع ایران را بزرگنمایی می‌کرد باید سفارتخانه‌های آمریکا و بریتانیا بسته شوند. به نظر او مشت آهنین می‌بایست جایگزین انقلاب مخملی می‌شد؛ تنها پس از برقراری مجدد نظم و قانون بود که شاه می‌توانست تغییرات ضروری را پیاده کند، اما از موضع قدرت نه ضعف. اما شاه و دیگران نظر وی را بچه‌گانه تلقی نمودند. ثابتی هم عملاً خود را کنار کشید. البته پیش‌تر بنا بر مصلحت روز ۳۴ نفر از ساواک کنار رفته بودند که یکی از آنان ثابتی بود. 

## اتهام نقض حقوق بشر
پرویز ثابتی مسئول نخست اداره کل سوم ساواک بود و زندان کمیته مشترک ضدخرابکاری هم از زیرمجموعه‌های آن بشمار می‌رفت. به همین دلیل در شکنجه یا مرگ بسیاری از فعالان سیاسی پیش از انقلاب نقش مهمی داشته است. اما در پاسخ می‌گوید که شکنجه را غیرقانونی می‌دانسته و حتی از یک نفر بازجویی نکرده است. پرویز ثابتی دربارهٔ شکنجه زندانیان سیاسی چپ و سازمان چریک‌های فدایی خلق ایران، آنها را تروریست خوانده و ادعا کرده بسیاری از آنها در درگیری زخمی شده یا به‌دست گروه‌های خودی شکنجه شدند و بسیاری هم در این باره اغراق می‌کردند یا دروغ می‌گویند.
پرویز ثابتی مخالف فعالیت آزاد بسیاری از نویسندگان و هنرمندان از جمله صمد بهرنگی بود. او در کتاب در دامگه حادثه گفته که کتاب اولدوز و کلاغ‌ها نوشته صمد بهرنگی را پیش فرح پهلوی برده و تأکید کرده نویسندگانی مثل صمد بهرنگی از راه داستان افکار کمونیستی را ترویج می‌دهند و باید جلو آنها گرفته شود.
رضا براهنی، شاعر ایرانی، در اظهاراتی که به ویلیام جی. باتلر، رئیس کمیته حقوق بین‌الملل کانون وکلای شهر نیویورک، پس از سفر او به ایران در سال ۱۹۷۵ داشت، از ضرب و شتم، شلاق زدن و قرار گرفتن در معرض صدای فریاد زندانیان در مدت ۱۲۰ روز زندان خود خبر داد. او گفته بود در میان ابزارهای شکنجه‌ای که توسط پلیس مخفی استفاده می‌شود، ابزاری بود که به جمجمه فشار وارد می‌کرد تا جایی که یا به آنها آنچه می‌خواهند بگویید یا اجازه دهید استخوان‌هایتان تکه‌تکه شود. در همین گزارش نیویورک تایمز این مسئله بررسی شده که در پادشاهی پهلوی، تضمینی برای رعایت حقوق شخصی افراد وجود ندارد و در صورت انتقاد از خانواده سلطنتی همه حقوق افراد نادیده گرفته می‌شوند.
در سپتامبر ۱۹۷۶ شاه که از آنچه اتهامات بی اساس می‌دانست آزرده بود و از اپوزیسیون در حال رشد ضد شاه در آمریکا نگران بود، به ثابتی دستور داد با واشینگتن پست مصاحبه‌ای انجام دهد و فعالیت‌های غیرقانونی ساواک را تکذیب کند.
افشاگری‌ای که بیش از همه به دوره کاری ثابتی لطمه زد پس از انقلاب و توسط یکی از بازجویان ارشد ساواک انجام شد. او در محاکمه اش چیزی را فاش کرد که اپوزیسیون سال‌ها از آن مطلع بود. یکی از گروه‌ها در اوج فعالیت‌های تروریستی یک رهبر برجسته ساواک را کشته بود. نه چهره رهبری کننده - که همگی محاکمه شده و محکومیت‌هایی به اتهامات متفاوت داشتند - به تپه‌های بیرون زندان اوین تهران برده شده و تیرباران شدند. این فهرست شامل بیژن جزنی بود که مغز متفکر یکی از این گروه‌های تروریستی بود. روزنامه‌های آن زمان گزارش کردند که این نه تن حین تلاش برای فرار از زندان کشته شدند. معلوم شد که سه تن از این نه تن واقعاً سعی به فرار کرده بودند. تلاش بچه گانه آنها در مرحله اول آن خنثی شده بود. ولی این نه تن که تصور می‌رفت نظریه پردازان اصلی گروه‌های مسلح نوبنیان بودند به تلافی ترور برخی از اعضای ساواک، حکومت و تجار اعدام شدند. این بازجو در جریان افشاگری‌ها روشن ساخت ثابتی با این که در این اقدام مستقیماً مشارکت نداشت نه تنها مطلع بلکه مغز متفکر آن بود. ثابتی خود هر گونه نقشی در این واقعه را انکار می‌کند. او می‌گوید «آنچه در این پرونده اتفاق افتاد همان چیزی است که روزنامه‌ها در آن زمان گزارش کردند. افشاگری‌های دادگاه اسلامی پروپاگاندا است.»

### پیگرد قضایی
در اسفند ۱۴۰۳ سه زندانی دوره پهلوی از پرویز ثابتی و دیگر مقامات ارشد ساواک به اتهام شکنجه شکایت کردند. این شکایت توسط نهادی به نام «کالکتیو ایرانیان برای عدالت و مسئولیت‌پذیری» تنظیم و در دادگاه ایالت فلوریدا (محل زندگی ثابتی) ثبت شده است. آنها پرویز ثابتی را به نهادینه کردن شکنجه در سازمان‌های امنیتی دودمان پهلوی و گرفتن اعتراف تلویزیونی از مظنونین متهم کرده و خواهان دریافت غرامت چندین میلیون دلاری شدند. نام شاکیان به دلیل نگرانی‌های امنیتی در داخل و خارج از ایران را اعلام نشده است.

## پس از انقلاب ۱۳۵۷
پرویز ثابتی در اوج انقلاب ۱۳۵۷ با نام مستعار از طریق فرودگاه مهرآباد تهران از ایران خارج شد و به گفته خودش ابتدا به رم و از آنجا به ژنو پرواز می‌کند.
در ۸ فروردین ۱۳۹۱ کتاب در دامگه حادثه (گفت‌وگوی عرفان قانعی‌فرد با پرویز ثابتی) توسط شرکت کتاب در لس آنجلس آمریکا منتشر شد. کتاب با احتساب پاورقی‌های آن ۶۸۰ صفحه است. آقای ثابتی در سراسر کتاب «در دامگه حادثه» به این موضوع اشاره می‌کند که اصرار داشته با فعالان سیاسی و نویسندگان جدی‌تر و شدیدتر برخورد شود و دربارهٔ این موضوع به مقام‌های بالاتر از خود و محمدرضا پهلوی شکایت می‌برد.
حضور پرویز ثابتی در تظاهرات ۲۳ بهمن ۱۴۰۱ در لس آنجلس در پشتیبانی از خیزش ۱۴۰۱ ایران واکنش‌برانگیز شد. این نخستین حضور علنی ثابتی پس از انقلاب ۱۳۵۷ بود.
او در دوره زندگی در آمریکا مدت زیادی فقط مصاحبه صوتی می‌کرد و از انتشار تصویر خود پرهیز می‌کرد؛ اما در سال ۱۴۰۲ مصاحبه تصویری مفصلی با شبکه منوتو داشت که در ۵ قسمت منتشر شد و در رسانه‌ها مورد بازدید فراوان و نیز نقد قرار گرفت.

## زندگی شخصی
پرویز ثابتی دو فرزند دختر از جمله پردیس ثابتی دارد و در ایالات متحده با همسرش زندگی می‌کند.
وی مدیر شرکت Paris Enterprises است که در سال ۱۹۸۳ در آمریکا ثبت شده است.